# Banco López
El Banco López fue una institución financiera colombiana propiedad del grupo empresarial Pedro A. López & Cía, con sede en Bogotá.
Fue fundado por el empresario Pedro A. López en 1919 y cerró tras una estrepitosa quiebra en 1923. Pese a su corto período de existencia, el banco pasó a la historia como una de las instituciones de su tipo más exitosas e importantes de Colombia.
Gracias a ésta institución, López y sus poderosos socios afianzaron sus negocios con el café y llegaron a generar tal riqueza que ampliaron el número de empresas en las que eran accionistas. Su prematura quiebra se considera un hito en la historia colombiana porque permitió el establecimiento del Banco de la República de Colombia, institución que aún sigue en pie y es el banco más importante del país.

## Historia

### Inicios
El Banco López fue fundado por el empresario colombiano Pedro A. López en compañía de sus socios, con el objetivo de promover sus negocios con el café, grano que estaba en auge en la época, llegando a un incremento notable entre octubre de 1919 y marzo de 1920. El banco tenía prevista una duración de 50 años, por lo que debía liquidarse en enero de 1969.
El banco abrió el 8 de enero de 1919, y fijó su sede en Bogotá, en un imponente edificio ubicado en la Avenida Jiménez de Bogotá, en lo que hoy se conoce Edificio Pedro A. López. La sede del banco fue diseñada por el ingeniero estadounidense Robert Farrington y construido por el arquitecto Fred T. Ley, muy cerca a la sede del periódico El Tiempo y el Palacio de San Francisco.

### Capital y ganancias
El banco contaba con $500.000 de acciones iniciales, representadas y divididas en 5.000 acciones avaluadas en $100 pesos oro, siendo 1.000 de estas acciones propiedad particular de Pedro López, 1.250 de la sociedad Pedro A. López & Cía (la mayor accionista del banco y su propietaria), y 1.000 de la familia López Pumarejo (Pedro y sus hijos). Para 1921 ese porcentaje de participación aumentó al 65%.
En su ocaso el banco llegó a tener acciones en compañías similiares como el Banco Republicano de Medellín, el Banco Social del Tolima y el Banco del Huila (por valor de $571.738 pesos de la época), con una sucursal en Cali. Por su parte el edificio de la sede del banco en Bogotá producía $6.000 pesos en utilidad.

### Quiebra

#### Primeros problemas
Al depender casi exclusivamente del café, el banco sufrió su primer revés en 1920, cuando el precio de grano cayó a una tercera parte del valor del café, generando pérdidas enormes a los empresarios del grano. El banco salió avante de la crisis gracias a la colaboración de otros bancos que le dieron al López préstamos por valor de $475.000. Entre sus acreedores se encontraba el Banco Mercantil Americano, del que era gerente el hijo mayor de Pedro López, el empresario Alfonso López Pumarejo.
Posteriormente la matriz del banco, la compañía Pedro A. López, comenzó a sufrir con los bajos precios del café, además de operaciones comerciales que fracasaron, como la adquisición de tierras con acciones y títulos bursátiles, estando en conflicto los intereses de la casa comercial con compañías extranjeras que tenían intereses de construir ferrocarriles en esas tierras.

#### El final
El Banco López sufrió un descenlace estrepitoso el viernes 15 de julio de 1923. Ese día, y a raíz de un rumor de iliquidez difundido por la baja en los precios del café, que afectó directamente a la compañía Pedro A. López & Cía (propietaria del banco y su máximo accionista), los clientes del banco acudieron en masa a retirar sus ahorros de la sede principal y pronto la noticia afectó también a sus sucursales.
Para superar la crisis las directivas del banco, incluyendo el gerente Eduardo López Pumarejo, y otros gerentes bancarios del país suscribierona cuerdos de cooperación, y el gobierno nacional, para intentar salvar a los accionistas del banco, lo compró con pacto de retroventa y el edificio de su sede central por $750.000 de la época ($500.000 de los cuales fueron entregados en efectivo el mismo día de la transacción) pero ni siquiera con la compra la institución pudo recuperarse, y en sólo 3 días el banco se descapitalizó y tuvo que cerrar sus puertas. Sus obligaciones llegaron a $1.961'648 de la época, suma en exceso escandalosa.

### Consecuencias

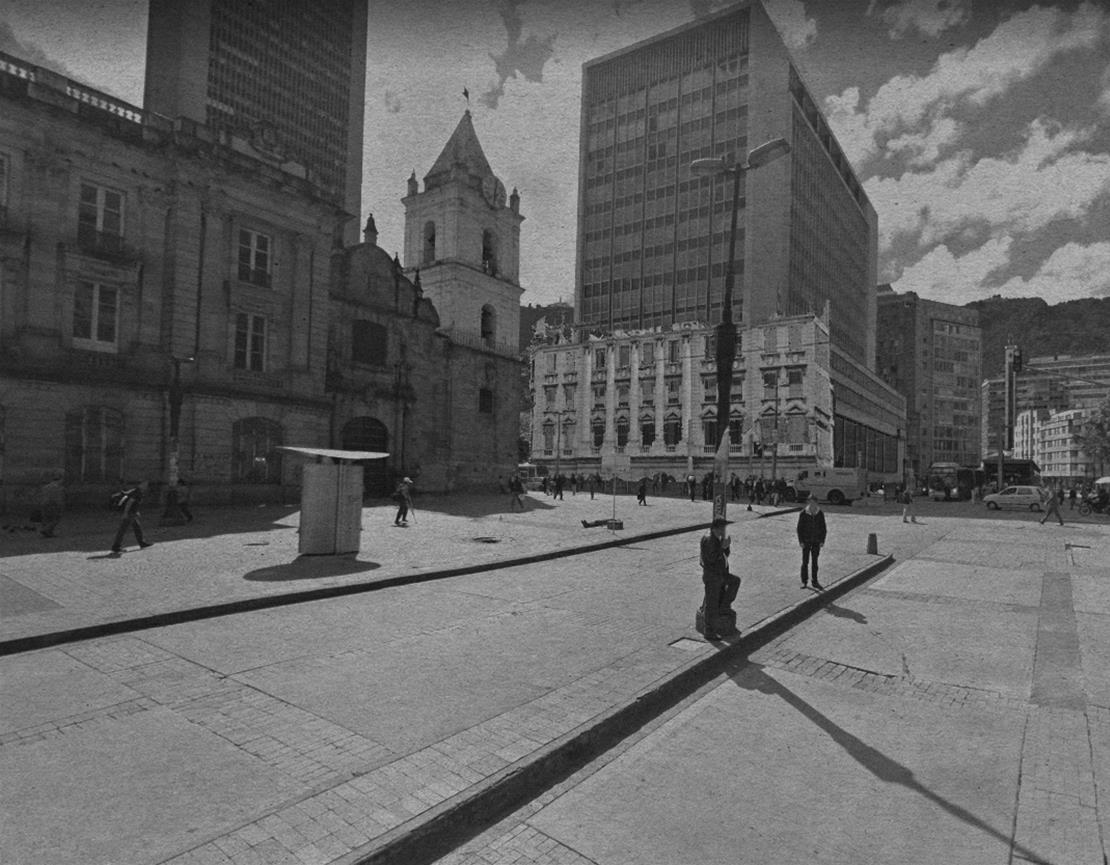
Primera sede del Banco de la República

En el ambiente nacional rondaba el miedo de que la crisis financiera del Banco López se extendiera por todo el país, por lo que el presidente Pedro Nel Ospina decidió implementar los consejos de la Misión Kemmerer, comisión de expertos en materia económica y financiera que Ospina llevó a Colombia con el fin de mejorar la economía del país, aprovechando los dineros de la bonanza cafetera y la reparación por la pérdida de Panamá.
Entre las medidas que tuvieron que acelerarse fue la apertura de un banco central, prevista para 1924, pero que con la adquisición del Edificio Pedro A. López se adelantó para el 23 de julio de 1923, por medio del Decreto 1031 del 16 de julio de ese mismo año. Ese día nació oficialmente el Banco de la República de Colombia, banco central del país.
El banco finalmente cerró sus puertas durante el 16 de julio, entregando todos sus activos a la junta reguladora del Banco de la República, entidad encargada de la creación del citado banco.